# 法律博士
法律博士（簡稱J.D.。英語：），又译为职业法律博士或法律职业博士，是除了法學學士（LLB）外另一個常見的法学第一学位（first degree）和专业学位（Professional degree），也是美國、加拿大等國家或地区成為律師的必要學位之一。
法律博士針對有志當律師、法官、检察官、美国法学教授的人員提供相關學理及實務的訓練，既不同于法學碩士（Master of Laws，簡稱LL.M.），也不同于法學博士（Doctor of Juridical Science，簡稱SJD或JSD）。
在美國等國家或地區，要成為一名律師，学生通常需要在四年或三年制大學畢業后取得學士學位後，然后在法學院進修的专业教育，修業期滿者取得职业法律博士学位。申請法學院一般需要具備大學學歷以及法学院入学考试或GRE考試分數。
全職攻讀法律博士學位要花費三年的時間。美國法律博士一年級的課程通常包括憲法、刑法、民事訴訟程序法、物權法、契約法、侵權行為法以及法律研究與寫作，二年級和三年級則多為選修課程，例如刑事訴訟程序法、證據法、職業倫理、家事法、聯邦所得稅法、商業組織法以及遺囑、信託及遺產法。
法律博士學位是唯一能夠在美国所有的州別取得律师資格的學歷。在美國大多数的州別，法律博士学位是参加律师资格考试、取得律师执照的必要条件。
不同国家对法律博士地位認定不同：韩国、香港、澳大利亚認定法律博士属于碩士，加拿大認定是學士後學士，美國則認定是專業博士（不同於學術博士），各國詳細可看後續法律博士#各國地位章節。
聯合國教育、科學及文化組織（UNESCO）制定的國際教育標準分類法多將各國的法律博士視為 ISCED 2011 level 7 （ISCED-P: 757 or 767），等效於碩士學位等級，例如美國、日本皆屬之。

## 学位历史

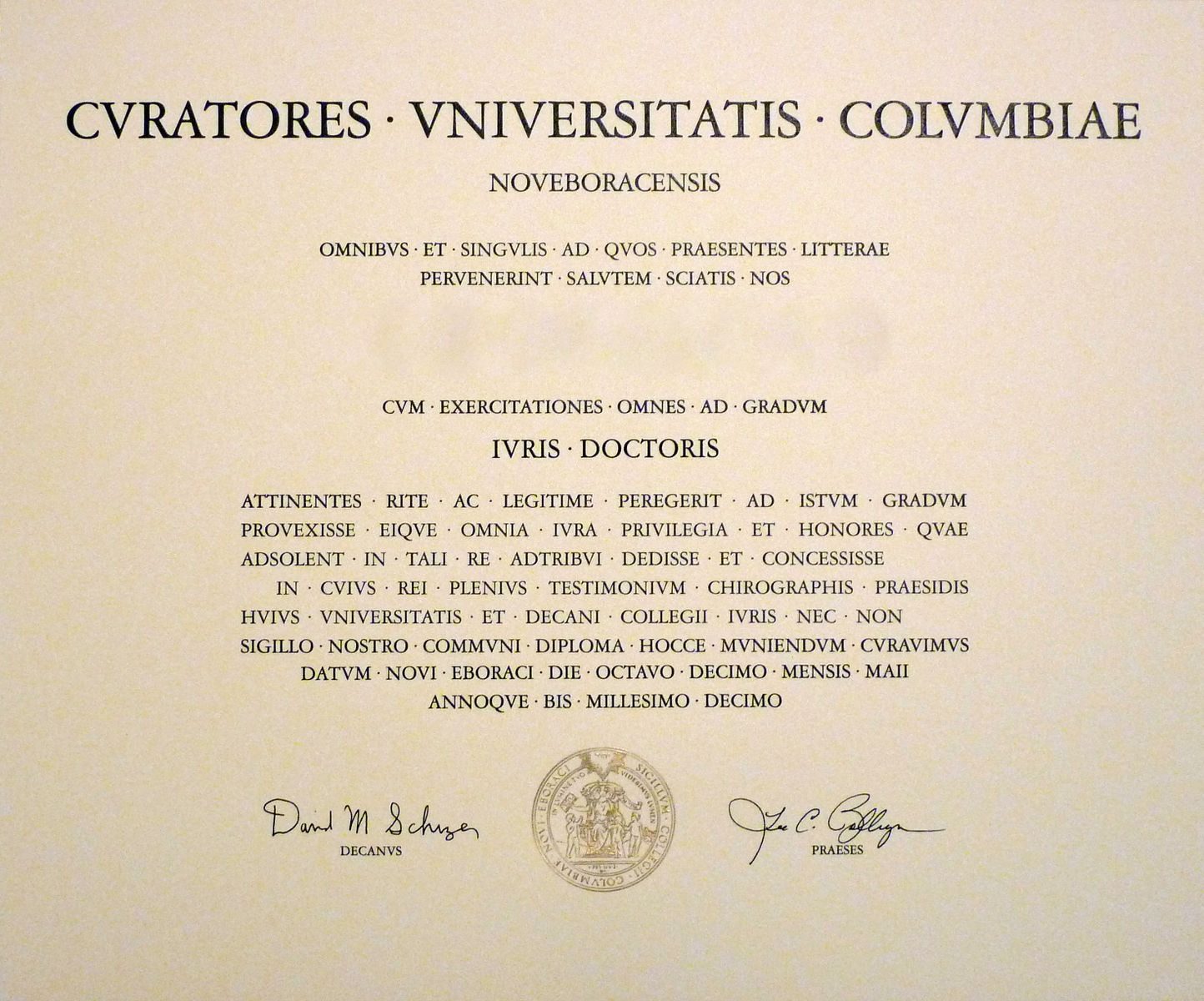
哥伦比亚法学院颁发的法律博士学位证书（拉丁文）

美国最早的法学院，如威廉和玛丽学院的法学院，起初授予法学学士 （Batchelor of Law, B.L.或 L.B.）学位。而哈佛法学院则使用由英国的剑桥和牛津传入的法学学士学位（Bachelor of Laws, LL.B.)。截至19世纪，美国法学院的入学条件仅要求高中毕业，学成后授予法学学士学位，而非后来的法律博士学位。
19世纪中期，很多美国人致力于提高法律教育品质。在1870到1895年间任哈佛法学院院长的Christopher Columbus Langdell将毕生精力投入到美国法律教育改革中。历史学家Robert Stevens写道：「Langdell的目标是把法律教育变为大学教育——不是在大学阶段，而是学士后的三年学习。」Langdell所开创的法律教育方法包括案例教学法（学习经典案例）和蘇格拉底教學法（拷问学生对案例推理的理解）。美国法律博士教育最显着的标志即为案例教学法和苏格拉底教学法。
芝加哥大学法学院于1902年率先授予法律博士（Juris Doctor）学位。在当时，包括其在内，仅有五所大学要求法学院学生入学前已获得大学学位。纽约大学、伯克利、密歇根大学、斯坦福等法学院在随后的数年内陆续开始引入法律博士学位。
但由于传统，以及对不太知名的大学实施法律博士（J.D.）课程的担忧，哈佛、耶鲁和哥伦比亚等著名的东海岸法学院拒绝引入法律博士（J.D.）学位。哈佛大学拒绝采用法律博士学位，尽管它已在1909年要求所有法学院学生必须先获得学士学位。来自东岸法学院的压力，导致几乎所有法学院（芝加哥大学和伊利诺伊州的其他法学院除外）都放弃了法律博士学位，并重新采用法学学士（LL.B.）学位作为第一法学学位。至1962年，法律博士（Juris Doctor）学位在美国中西部之外几乎绝迹。
但到1960年代，大多数法学院学生都已先取得大学学位。到1960年代末，几乎所有法学院都要求学生必须取得大学学位。因此，从1960年代开始，美国法学院开始再次逐渐以法律博士（Juris Doctor）学位取代法学学士（LL.B.）学位。1962年，美国律师协会的法制教育和招生科一致通过决议，建议所有被其认证的法学院积极考虑授予法律博士作为首个专业学位，成为了美国法律学位永久改变的转折点。 学生和校友的支持是法学学位从法学学士（LL.B.）至法律博士学位（J.D.）转变的关键。1969年，哥伦比亚大学和哈佛大学改授法律博士学位，耶鲁大学也于1971年改授法律博士学位。
如今，法律博士（JD）變成美国律師執业的最常见學位也是法學界的法律專業第一學位的名称。

## 各國地位

### 美国
法律博士与传统的哲學博士（PhD）學位不同，是一个专门训练律師、法官、检察官、法学院教授的学位。为了避免与哲學博士以及其他学术型博士学位混淆，法律博士通常不使用「博士」（Doctor）的称呼 。虽然法律博士被归类为专业类博士，其部分学生（尤其在top14法学院）仍会接受课程内外的严格的学术培养，全美最有影响力的法学学术期刊top30（包含Harvard Law Review, Columbia Law Review, Stanford Law Review, Yale Law Journal等top5期刊），自创刊起，所有Editor-in-Chief、Executive Editor等最高级职位全部由本校的在校法律博士（JD）担任，极少有JSD在校生担任。
美国大多数法学教授持有法律博士学位。在美国，美国律师协会單方面聲稱法律博士学位與哲学博士学位等同地位，美国法学院颁发的法律博士拥有博士等级学术地位，美国的法律博士学位是绝大多数美国法学院教授所具备的最高学位，区别于同样拥有博士等级学术地位的职业医学类博士MD、DDS等，亦区别于同样拥有博士等级学术地位的社科类和理工科PhD。根据National Center for Education Statistics (NCES)， 美国法学院所颁发的法律博士（JD）学位属于Doctor’s degree—professional practice，另一方面哲學博士（PhD）跟法學博士（SJD 或 JSD）則屬於Doctor’s degree—research/scholarship。美國公民及移民服務局文件表示：“雖然這兩種學位（註：他指JD跟MD）都不太可能等同於哲學博士，但法律博士（JD）或醫學士（MD）學位至少可被視為相當於（如果不是高於）碩士學位”。
法学硕士（LLM）和法学博士（SJD 或 JSD）学位则多數申請者是海外学生。与法律博士不同的是，法学硕士及法学博士不需要參與LSAT法学院入学考試。美国top14法学院法律博士申请竞争极为激烈，大部分的录取LSAT中位分数在171以上，本科GPA中位数大约在3.9/4.0，作为参考，2017年哈佛、耶鲁、斯坦福本科生中，参加LSAT并被任一美国法学院录取所获LSAT分数中位数分别为168、167、166。。
JSD学位绝大部分由国际生获得并回到其所在国籍国家法学院执教，而JD学位大部分由美国本土学生获得并可选择在美国法学院执教。法学博士（JSD）学位并未正式通过ABA认证，由美国各个法学院单独颁发，因此并未获得美国律师协会认可，仅持JSD学位，在美国大多数州不具备参加司法考试资格，没有成为律师、法官资格，难以在美国州法院和联邦法院实习、工作，难以在美国top100顶尖律所获得职位，除非个人非常出色，亦极难仅凭JSD学位在美国顶尖法学院成为教授。美国Top14法学院JD毕业生在作为律师的起薪在2024年中位数为22.5万美元（不含福利和年终奖金），远高于同等级学校其他学科PhD毕业生中位数收入，仅次于同等级学校MD（职业医学博士）毕业生收入。但攻读美国T14顶尖法学院的JD学位通常难以获得大额奖学金，完成学业需要30万美元以上的学费及生活费等。
在美国学术界，通常法学院教授持有T14顶尖法学院JD学位，由于美国法学院极度重视排名（不同于重视排名程度较轻的美国职业医学博士MD学位），不同等级学校毕业生在业界、学界、司法界毕业后的发展相差极大，因此T14之外的美国JD学位毕业生除非成绩极为优异或个人非常出色，通常难以获得顶级律所的顶薪职位、极难以在毕业后获得顶尖联邦法院Law Clerk职位、亦极难以在美国Top30法学院获得教职。最顶尖的美国法学院，特别是常年排名第一的耶鲁大学的优秀学生，在美国政界、学界、司法界亦获得其它大部分T14法学院JD毕业生难以企及的成就。
授予法律博士學位的美國法學院要求申请者具備其他学科的大学學士学历，申请人通常为政治學、心理學、英文、歷史、經濟學、哲學、社會學及若干自然科學領域景的学生。毕业后法律博士遍佈于各个领域，除了法学教授、律师、检察官和法官，也有许多法律博士毕业后选择從商或创业 。
附屬於美國名校的法学院在國際頗負學術聲望，其中前六包括耶魯大學法學院、哈佛大學法學院、史丹佛大學法學院、芝加哥大學法學院、纽约大学法学院、 哥倫比亞大學法學院。
法律博士學歷是在美國許多州別取得律師資格的條件之一。如果没有法律博士的學歷，部分外籍法学院法律本科持有者，必须确保外籍法学院被美国律師协会认证，该学历必须要在与美国法律制度相同的英美法系国家取得，其中被认证的法学院包括部分英国、加拿大、澳洲及其他英美法系国家。
美国因為拥有健全的法律及司法訴訟制度，律师在大型律師事務所任職享有相對優渥的經濟待遇，也能夠在社會其他領域勝任重要職務，因此法律博士學歷相当有价值，在美國政商界具有影响力。政府機關和民間企業不乏法律背景出身的人才。具有法律博士學歷者也遍佈在金融、管理諮詢、資訊科技、不動產、人權、環境保護、醫療、智慧財產、軍事、國際關係及國際貿易等領域 。
美國許多的政治人物擁有法律博士學歷，包括
- 總統喬·拜登（雪城大學法學院）、巴拉克·歐巴馬（哈佛法學院）、比爾·柯林頓（耶魯法學院）、傑拉德·福特（耶魯法学院）及理查·尼克森（杜克大學法學院）[71][72]
- 副總統賀錦麗（加州大學哈斯汀法學院）、麥克·彭斯（印第安納大學麥肯尼法學院）及艾爾·高爾（范德比爾特大學法學院）
- 國務卿和議員安東尼·布林肯（哥倫比亞大學法學院）、麥克·龐培歐（哈佛法学院）、希拉蕊·柯林頓（耶魯法学院）[73]、 約翰·福布斯·凱瑞（波士頓學院法學院）及拉馬爾·亞歷山大（紐約大學法學院）[74]
- 前總統夫人蜜雪兒·歐巴馬（哈佛法学院）、美国2020年总统参选人杨安泽（哥倫比亞法学院）以及現任美国贸易代表戴琪（哈佛法学院）[75]

二戰年代，美國頂尖法學院20%至25%的教授擁有法學博士（SJD 或 JSD）學位，全國其他法學院的許多教授也是如此，但隨著法律博士（JD）學位興起，到了20世紀70年代三分之二的法學博士（SJD 或 JSD）畢業生不是美國公民，如今很少美國人攻讀這些學位。20世紀後期，美国的法学院毕业生通常会透过学术研究、担任法学评论（law review）编辑及联邦法院法官助理来累积法学研究的经验就能成为教授，曾经很少会攻读法学硕士（LLM）、法學博士（JSD）及哲學博士（PhD）。因此，过去，美国法学院中大多数教授（包括法學博士学生的指导教授）学历以美国法学院法律博士（JD）或法學學士（LLB）学位为主，再辅以丰富的学术研究经验及成果而跻身学术领域。如今，由于竞争激烈，新入职的美国名校法学教授经常同时持有法律博士（JD）学位和學術型博士（PhD或JSD）学位。

### 中華民國
中華民國（台灣）与英美法系的法學教育制度以及律師培養教育不同，臺灣高等教育的法律學系是高中後就讀，讀四年法律相關科系即可考證。台灣法律系及研究所，並沒有授予類似职业法律博士的學位及培養，官方将「Juris Doctor」（J.D.）译作「法律博士」。法律博士經常和法學博士（S.J.D.）被混淆，前者法律博士屬於「專業博士」學位，而後者法學博士則是以學術研究為主的博士學位，一般需要撰寫學術論文。法律博士(J.D.)學位是各州都承認可以報考美國律師的专业學位，台灣並不承認其為博士學位。反之，單純取得法學博士(S.J.D)畢業虽不具備可以報考美國律師的資格（需視其先前是否取得JD學位，或具有外國法律學位、外國律師資格並取得美國法學碩士(LLM)學位而定，各州規定或有差異），卻是台灣普遍承認的博士學位。
有關取得法律博士學位者的任教資格，中華民國教育部依《大學辦理國外學歷採認辦法》，有特別之規定。
- 在國內外大學法律學系畢業，獲有法學學士學位或曾修讀法律輔系並於畢業證書載明輔系名稱，繼續在法學研究所進修獲有法學碩士學位，再繼續在美國律師公會認可之法學院進修獲得J.D.學位，且有專門著作者，報教育部審查時得採認為具有助理教授資格。
- 在國內外大學法律學系畢業持有法學學士學位，再繼續在美國律師公會認可之法學院進修獲得J.D.學位者，報教育部審查時，得以專門著作送審助理教授資格。
- 國內外大學畢業取得美國法學碩士學位、及美國律師公會認可之法學院授予之J.D.學位者，得以專門著作送審助理教授資格。
- 國內外大學畢業取得美國J.D.學位者，得等同碩士學位送審講師資格。

### 中华人民共和国
中華人民共和國的主要法律學位是本科階段的法學學士學位。法律碩士（Juris Magister）是中國研究生階段的專業法律學位，被視為與美式法律博士相對應的學位。2008年秋季，北京大學深圳研究生院成立了國際法學院，該學院提供美國式教育，並授予美國式法律博士學位和中國法律碩士學位。
北京大学国际法学院开办法律博士(JD) 未经美国ABA认证，擁有美國式法律博士學位和中國法律碩士學位無法在美國執業，要執業需要美国律师协会承認的美國法律博士學位。

### 香港
在香港，香港城市大學（2004年）是最先設有法律博士學位的大學，之後香港中文大學（2006年）與香港大學（2009年）相繼追隨。
自1997年以来，在美国之外的法学院也开始授予英文名称为Juris Doctor的专业学位。目前，香港城市大学、香港中文大学和香港大学对J.D.的认定属于专业硕士学历。香港三所大学均有开办法律博士课程。香港城市大学法律学院于2004年开办法律博士，是最早开办法律博士的大学，其后香港中文大学法律学院于2006年亦开办法律博士，香港大学法律学院则于2009年起开办法律博士。与北美法律博士不同之处在于，申请香港法学博士者不需要通过法学院考试LSAT。
香港的法律博士课程学制为两年（全日制）或三年半（兼读制），毕业者具有报读香港法律专业证书的资格。在香港，取得执业律师或大律师资格的传统途径便是修毕P.C.LL.。由于无需应考任何执业资格试，香港的律师执业前的专业训练主要集中于P.C.LL.和实习期当中，而法律博士则主要教授法学学术知识，課程內容及授課目的與英國的法律專業共同試相似。

### 日本
为了迎合国际化及培育更多律师，在2004年后日本开始提供法律博士的学位并也在2006年后规定所有参加律师执照考者必须持有基本法律学位。但从2011年开始，允许未就读法科大学院的人士通过参加并通过司法試験予備試験来取得参加司法试验的资格，通过预备试验后需要在5年内参加司法试验（从通过预备试验后的第一个4月1日起记）。与北美相同，法律博士在日本也被认可为专业博士学位。凡从法科大学院毕业的学生，可以获得法务博士（日語：法務博士）的学位。日本法律博士入学也需要经过法学院入学考试，但跟北美的法学院考试不同 。
日本將法務博士（Juris Doctor）視為碩士學位等級。

### 加拿大
在加拿大，法学的第一学位本来被称为法学学士（LLB）。不过，在美国的大多数大学将法学学士改称法律博士（JD）之后，加拿大的各所大学也逐渐追随美国的做法，将法学学士改称职业法律博士（JD）。如今，在加拿大，法律博士（J.D.）和醫學士（M.D.）和牙醫學士（D.D.S.）一樣同等地位。在加拿大，法律博士是成為律師的必要學位。如同美國，法律博士是大學後才能就讀的專業博士學位。加拿大的 Canadian Degree Qualifications Framework 將其視為學士學位等級，也就是學士後（Post-Baccalaureate）學士。如同美国，也是法律的第一专业学位，并且就业方面与美国相同（请参考美国的部分）。加拿大的法官也是只能被指定并且被要求在法律界要有至少拥有十年以上的经验以及声望 。持有加拿大J.D.学位者可在美国纽约及马萨诸塞州视为与美国J.D.同等的学位，但在加州需要先取得加拿大律师执照后才能参加加州的司法考试。
加拿大排名前几名且著名的法学院有多伦多大学法学院、奥斯古德霍尔法学院 （页面存档备份，存于）、麦吉尔法学院 （页面存档备份，存于）、英屬哥倫比亞大學彼得·埃拉德法学院、皇后大学法学院 （页面存档备份，存于）。

### 
澳洲为了迎合北美趋势，少数法学院开始提供专业博士学位包括法律博士（J.D.）的文凭，不過大部分想学法律的学生还是选择就读法律学士（Bachelor of Law, LLB）。不同于北美，除墨尔本大学外，澳洲法学院申请过程不一定需要通过法学院考试，因此相对比较好申请。
澳大利亞的Australian Qualifications Framework (AQF) 將法律博士（J.D.）歸類在 Level 9 的延伸碩士等級。

### 歐洲
在歐洲，European Research Council遵循類似的政策，聲明帶有“Doctor”頭銜的專業學位不被視為等同於研究型學位（如哲學博士）。
荷蘭和葡萄牙的National Academic Recognition Information Centre都將美國授予的法律博士學位（以及其他專業博士學位）歸類為相當於碩士學位。
而愛爾蘭國家資格認證局（National Qualifications Authority of Ireland）關於美國認定的聲明如下：“……專業學位是第一學位，而非研究所學位，儘管其頭銜中包含“Doctor”一詞”。
英聯邦國家也常常將美國授予的法律博士學位視為等同於學士學位，和英國傳統的法學學士（LLB）都是第一專業學位。